# ラブライブ! μ's →NEXT LoveLive! 2014 〜ENDLESS PARADE〜
『ラブライブ！ μ's →NEXT LoveLive! 2014 〜ENDLESS PARADE〜0209』（ラブライブ ミューズ ネクスト ラブライブ にせんじゅうよん エンドレスパレード 0209）は、2014年7月23日に発売されたμ'sの映像作品。2014年2月8日・9日にさいたまスーパーアリーナにて行われた「ラブライブ！ μ's →NEXT LoveLive! 2014 〜ENDLESS PARADE〜」の9日分の模様を収録。
なお、本項ではテレビアニメ第2期のBlu-ray2・4・6巻の特典として収録される8日分についても記述する。

## 概要
μ'sにとって3枚目の映像作品。8日分のPart1が収録されるテレビアニメ第2期のBlu-ray2巻とは同じ週（2日早く）に発売された。ライブ中に上演されたスペシャルアニメ・ドラマパートも特典として収められている。
店舗特典としてアニメイト・ゲーマーズ・とらのあな・ソフマップ・キャラアニ・HMV・げっちゅ屋・ネオウィング・アニメガ・文教堂の各店舗でクリアファイル・ブロマイド・ポスターなどがプレゼントされた。
2016年2月28日と2016年3月6日に「μ'sありがとうProject 〜Road to μ'sic Forever〜」の劇場スペシャル上映が全国の劇場で開催され、サイリウムの持ち込みや声を出しての鑑賞などが可能なスペシャルステージとして行なわれた。2016年2月28日は2014年2月8日のライブ映像、2016年3月6日は2014年2月9日のライブ映像が流れた。先着順の入場者特典として「μ's Live in Theater」カットフィルム、一部の劇場ではμ'sありがとうProject劇場スペシャル上映描き下ろし色紙も残数がある場合に限りセットで配布された。

## チャート成績
2014年7月22日付のオリコンのBDデイリーランキングでは4位にランクイン。翌日の7月23日付では3位にランクインした。DVD音楽デイリーランキングでは7月22日付から7月25日付の間1位にランクインした。2014年8月4日付のオリコン週間ランキングでは初動3.6万枚(BD3.1万枚、DVD0.5万枚)を売り上げ、DVD音楽及びBD音楽チャートで週間1位を獲得した。μ'sの作品がオリコンの音楽DVD週間1位を獲得するのは今回が初めてとなる。

## 収録曲
Disc1
1. オープニング
2. Music S.T.A.R.T!!
  - 歌：μ's

3. 僕らは今のなかで
  - 歌：μ's

4. MC1
5. 夏色えがおで1,2,Jump!
  - 歌：μ's

6. Wonderful Rush
  - 歌：μ's

7. 微熱からMystery
  - 歌：lily white

8. MC＜lily white＞
9. キミのくせに!
  - 歌：lily white

10. Cutie Panther
  - 歌：BiBi

11. MC＜BiBi＞
12. 夏、終わらないで。
  - 歌：BiBi

13. UNBALANCED LOVE
  - 歌：Printemps

14. MC＜Printemps＞
15. Pure girls project
  - 歌：Printemps

16. 輝夜の城で踊りたい
  - 歌：μ's

17. MC2
18. もぎゅっと“love”で接近中!
  - 歌：μ's

19. baby maybe 恋のボタン
  - 歌：μ's

20. LOVELESS WORLD
  - 歌：μ's

21. Mermaid festa vol.1
  - 歌：μ's

22. MC3
23. No brand girls
  - 歌：μ's

24. Snow halation
  - 歌：μ's

Disc2 Encore
1. START:DASH!!
  - 歌：μ's

2. 友情ノーチェンジ
  - 歌：μ's

3. MC4
4. 僕らのLIVE 君とのLIFE
  - 歌：μ's

5. きっと青春が聞こえる
  - 歌：μ's

6. Finale

特典映像
1. 「ラブライブ！ μ's →NEXT LoveLive! 2014 〜ENDLESS PARADE〜」アンコールアニメーション 0209Ver.
2. 幕間ドラマ1 まずはジェットなコースター
3. 幕間ドラマ2 次は恐怖なお化け屋敷
4. 幕間ドラマ3 ライブはすてきな観覧車

## その他
この4thライブが開催された日は関東地方に大雪警報が発令されていた。（平成26年の大雪)。そのため会場までの全ての交通機関がマヒし、さいたま市内でも大雪となった。
公演は無事開催されたが、偶然なことに大雪の中会場に向かうファンの姿と、後に放送されたアニメの2期9話の内容がシンクロしており、リアルSnow halationだと喜ぶファンも多かったという。

## ラブライブ！ μ's →NEXT LoveLive! 2014 〜ENDLESS PARADE〜0208
「ラブライブ！ μ's →NEXT LoveLive! 2014 〜ENDLESS PARADE〜」の8日分の模様を3つのパートに分けて収録。テレビアニメ第2期のBlu-ray2・4・6巻の特典として収録される。なお、オープニングアクトやエンディングアクトの一部は省略されている。

### 収録曲(0208)
Part1
1. オープニング
2. Music S.T.A.R.T!!
  - 歌：μ's

3. 僕らは今のなかで
  - 歌：μ's

4. MC1
5. 夏色えがおで1,2,Jump!
  - 歌：μ's

6. Wonderful Rush
  - 歌：μ's

7. ススメ→トゥモロウ
  - 歌：高坂穂乃果（新田恵海）、南ことり（内田彩）、園田海未（三森すずこ）

8. 夢なき夢は夢じゃない
  - 歌：高坂穂乃果（新田恵海）

9. Anemone heart
  - 歌：南ことり（内田彩）、園田海未（三森すずこ）

Part2
1. なわとび
  - 歌：小泉花陽（久保ユリカ）

2. Beat in Angel
  - 歌：星空凛（飯田里穂）、西木野真姫（Pile）

3. にこぷり♡女子道
  - 歌：矢澤にこ（徳井青空）

4. 硝子の花園
  - 歌：絢瀬絵里（南條愛乃）、東條希（楠田亜衣奈）

5. LONLIEST BABY
  - 歌：μ's

6. 輝夜の城で踊りたい
  - 歌：μ's

7. MC2
8. もぎゅっと"love"で接近中!
  - 歌：μ's

9. baby maybe 恋のボタン
  - 歌：μ's

10. LOVELESS WORLD
  - 歌：μ's

Part3
1. MC3
2. No brand girls
  - 歌：μ's

3. Snow halation
  - 歌：μ's

〜ENCORE〜
4. 「ラブライブ! μ's→NEXT LoveLive! 2014 〜ENDLESS PARADE〜」アンコールアニメーション0208Ver.
5. START:DASH!!
  - 歌：μ's

6. 友情ノーチェンジ
  - 歌：μ's

7. MC4
8. 僕らのLIVE 君とのLIFE
  - 歌：μ's

9. きっと青春が聞こえる
  - 歌：μ's